# Années 1500 av. J.-C.
Les années 1500 av. J.-C. couvrent les années de 1599 av. J.-C. à 1500 av. J.-C.

## Évènements

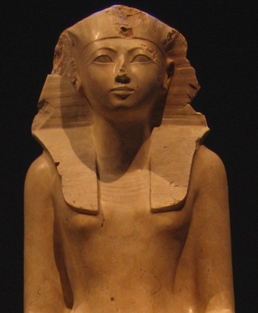
Hatchepsout en roi d'Égypte. Sculpture exposé au Metropolitan Museum of Art, New York

- 1505 av. J.-C.[1] : début du règne de Kutir-nahhunte II, roi d’Élam[2].
- 1504-1450 av. J.-C.[1] : dates supposées du règne de Thoutmôsis III[2],[3]. À la mort de son époux Thoutmôsis II, la reine Hatchepsout prend le pouvoir avec l’appui du clergé d’Amon au nom de son fils Thoutmôsis III. Elle transforme la régence en royauté usurpée : en l’an VII de Thoutmôsis III (certains disent en l’an II), Hatchepsout est couronnée reine d’Égypte. Elle justifie son accession au trône en affirmant que son père Thoutmosis Ier l'aurait désignée sur ordre d'Amon[4]. Elle se prétend elle-même fille d'Amon-Rê, qui aurait pris les traits de Thoutmosis Ier pour s’unir à la reine Ahmosis (mythe fréquent en Égypte). Thoutmôsis III semble lui céder le pouvoir. Il aurait joué le rôle de commandant de l’armée (expédition dans le Sinaï). Pour assurer son règne, la reine s’entoure de fidèles dévoués à qui elle confie les plus hautes charges. Le grand prêtre d’Amon Hapouseneb acquiert une place dominante. L'architecte Sénènmout, d’extraction modeste, cumule les fonctions d'intendant et les prêtrises. Âmtou (père d'Ouseramon) est nommé vizir ; Djéhouti, grand trésorier ; Senemiâh, scribe royal et chancelier…. Les campagnes militaires sont interrompues à l’avantage des expéditions commerciales.
  - Nebouaoui, grand prêtre d’Osiris à Abydos sous le règne d'Hatchepsout[5].
  - Ouseramon est vizir à Thèbes (an 5 du règne de Thoutmôsis III)[5]. Son frère Neferouben est vizir en Basse Égypte.

## Art et culture
- Expédition de Sénènmout aux carrières d’Assouan (an 15 d’Hatchepsout) pour en ramener deux grands obélisques (30 m de haut) pour le temple de Deir El-Bahari[5]. Construction de la chapelle rouge à Karnak. Chapelle en grès et obélisques d’Éléphantine (an V et VI). Temple d’Hermopolis, réorganisation du culte de Thot. Restauration des monuments endommagés par les Hyksôs. Construction d’un temple à Bouhen et d’une chapelle à Ibrim (Nubie). L’architecte Senmout construit le temple funéraire de la reine Hatchepsout à Deir El-Bahari, face à Karnak, inspiré du temple funéraire voisin de Montouhotep (XIe dynastie). La construction d’un sanctuaire est commencée à Médinet Habou, sur la rive gauche thébaine[6].